# Obila abbreviata
Obila abbreviata är en fjärilsart som beskrevs av W. Warren 1904. Obila abbreviata ingår i släktet Obila och familjen mätare. Inga underarter finns listade i Catalogue of Life.